# Wiosna (film 1947)
Wiosna (ros. Весна) – radziecka czarno-biała komedia muzyczna w reżyserii Grigorija Aleksandrowa z 1947 roku.

## Obsada
- Lubow Orłowa
- Nikołaj Czerkasow
- Nikołaj Konowałow
- Rostisław Platt
- Faina Raniewska
- Rina Zielona
- Michaił Trojanowski
- Gieorgij Jumatow
- Aleksiej Konsowski

## Nagrody i nominacje
- Międzynarodowy Festiwal Filmowy w Wenecji:
  - Międzynarodowa nagroda za najlepszy scenariusz (1947)
  - Nominacja do Złotego Lwa (1947)